# 巴尔费尔莫索德塔胡尼亚
巴尔费尔莫索德塔胡尼亚，是西班牙卡斯蒂利亚-拉曼恰瓜达拉哈拉省的一个市镇。总面积29平方公里，总人口99人（2001年），人口密度3人/平方公里。